# 社会を明るくする全国婦人日本再建連合会
社会を明るくする全国婦人日本再建連合会（しゃかいをあかるくするぜんこくふじんにほんさいけんれんごうかい）は、福田撫子・福田拓泉夫妻が20余有していた個人政党の内の一つ。
確認団体として国政選挙に2度の立候補歴のある『社会を明るく住みよくする全国婦人の会』（1986年5月31日設立）を母体にして、1995年5月24日に設立。事務所所在地は宮崎県都城市。
同地で何らかの政治活動を目指していたと思われるが、1997年度（平成9年度）版『政治団体名簿』以降は記載が見られない。